# 大阪・心ふれあうまちづくり賞
大阪・心ふれあうまちづくり賞（おおさかこころふれあうまちづくりしょう）とは、大阪府と大阪市、大阪府建築士会が主催していた、高齢者や障害者をはじめ、全ての人に優しいまちづくりの模範となる都市施設等を表彰する賞である。

## 目的
- 高齢者や障害者をはじめ、すべての人にやさしいまちづくりの模範となる都市施設等を表彰することにより、「福祉都市大阪」の実現に寄与するとともに、誰にもやさしいまちづくりに対する意識の高揚を図る事。

## 表彰対象
- 大阪府域内の不特定多数の人が利用する「都市施設（建築物等）」や「整備地区（まちなみ）」及び「これらに付随した設備等」で誰もが安全で快適に暮らせる福祉的な配慮がなされたもので、推薦募集の時期までに新設または既存施設を改善したもの。国・府・市町村の施設は除外されている。

## 選考方法
- 広く一般より優れた施設の推薦を募り、事務局で条例等への適合状況をチェックした上で、学識経験者、障害者団体代表、設計者代表からなる審査委員会が書類審査・現地審査を行い、受賞作品を決定。

## 受賞作品

### 第1回受賞作品

#### 大阪府知事賞
- 新石原ビル地下鉄駅接続エレベーター

　（用途：事務所／所在地：大阪市西区／事業者：石原産業(株)／設計者：前田建設工業(株)）

#### 大阪市長賞
- メラード大和田店

　（用途：物販店／所在地：大阪市西淀川区／事業者：(株)ニッピ／設計者：大和ハウス工業(株)）

#### 大阪府知事特別賞
- 関西国際空港旅客ターミナルビル

　（用途：事務所／所在地：大阪市西区／事業者：関西国際空港(株)／設計者：関西国際空港旅客ターミナルビル 実施設計作成共同体）
- 阪急電鉄千里山駅

　（用途：駅舎／所在地：吹田市／事業者：阪急電鉄(株)／設計者：阪急電鉄(株)）

#### 大阪市長特別賞
- なんばウォーク虹のまち

　（用途：地下街／所在地：大阪市中央区／事業者：大阪地下街(株)／設計者：虹のまち商店街振興組合）
- 近鉄大阪阿部野橋駅

　（用途：駅舎／所在地：大阪市阿倍野区／事業者：近畿日本鉄道(株)／設計者：(有)村野・森建築事務所）

#### 奨励賞
- 南都銀行吉田支店

　（用途：銀行／所在地：東大阪市／事業者：(株)南都銀行／設計者：三菱地所(株)）
- アルザ東駐車場

　（用途：駐車場／所在地：泉大津市／事業者：アルザ泉大津都市開発(株)／設計者：(株)環境開発研究所）

### 第2回受賞作品

#### 大阪府知事賞
- ダイエー東貝塚店

　（用途：物販店／所在地：貝塚市／事業者：ユニチカ(株)、(株)ダイエー／設計者：ユニチカ(株)）

#### 大阪市長賞
- 同和火災フェニックスタワー

　（用途：事務所／所在地：大阪市北区／事業者：同和火災海上保険(株)／設計者：(株)日建設計）

#### 大阪府知事特別賞
- 桃山学院大学

　（用途：学校／所在地：和泉市／事業者：(学)桃山学院／設計者：(株)日建設計）
- 大阪モノレール万博記念公園駅ほか

　（用途：駅舎／所在地：吹田市ほか／事業者：大阪高速鉄道(株)／設計者：(株)日建設計）

#### 大阪市長特別賞
- かんでんエルハートワークセンター

　（用途：事業所／所在地：大阪市住之江区／事業者：(株)かんでんエルハート／設計者：(株)ニュージェック）
- アウトレットパーク 鶴見はなぽ～とブロッサム

　（用途：市場、物販店／所在地：大阪市鶴見区／事業者：(株)大阪鶴見フラワーセンター、朝日生命保険相互会社、三井不動産(株)／設計者：(株)日建設計）

#### 奨励賞
- 阪神電鉄福島駅

　（用途：駅舎／所在地：大阪市福島区／事業者：阪神電気鉄道(株)／設計者：阪神電気鉄道(株)）
- dios北千里周辺

　（用途：飲食物販店／所在地：吹田市／事業者：千里北センター(株)／設計者：(株)アール・アイ・エー、(株)ジオ・アカマツ）

### 第3回受賞作品

#### 大阪府知事賞
- 京阪電鉄枚方市駅（枚方ステーションモール）

　（用途：駅舎、物販店／所在地：枚方市／事業者：京阪電気鉄道(株)／設計者：京阪電気鉄道(株)）

#### 大阪市長賞
- 平尾サンクスホール

　（用途：コミュニティホール／所在地：大阪市大正区／事業者：平尾本通商店街振興組合／設計者：泉建設(株)）

#### 大阪府知事特別賞
- ジャスコシティ日根野

　（用途：物販店／所在地：泉佐野市／事業者：黒崎窯業(株)、ジャスコ(株)／設計者：(株)フジタ）
- ショッピングセンター パンジョ

　（用途：飲食物販店／所在地：堺市／事業者：(株)パンジョ／設計者：(株)竹中工務店）

#### 大阪市長特別賞
- 大阪シティエアターミナルビル

　（用途：複合交通センター／所在地：大阪市浪速区／事業者：(株)湊町開発センター、西日本旅客鉄道(株)／設計者：(株)日建設計、西日本旅客鉄道(株)、ジェイアール西日本コンサルタンツ(株)）
- 日立関西ビル

　（用途：事務所／所在地：大阪市住之江区／事業者：(株)日立製作所／設計者：(株)日建設計）

#### 奨励賞
- 佐藤外科

　（用途：診療所／所在地：守口市／事業者：佐藤正／設計者：東田建築設計室）
- 河合塾大阪校S館

　（用途：学校／所在地：大阪市北区／事業者：(学)河合塾／設計者：(株)日建設計）
- ホテルモントレグラスミアハウス

　（用途：婚礼宴会場／所在地：大阪市北区／事業者：(株)グラスミアハウス／設計者：鹿島建設(株)）

### 第4回受賞作品

#### 大阪府知事賞
- ガーデンシティ・コープ金剛東

　（用途：共同住宅／所在地：富田林市／事業者：大阪労働者住宅生活協同組合／設計者：(株)藏建築設計事務所）

#### 大阪市長賞
- クリスタ長堀・長堀駐車場

　（用途：地下街／所在地：大阪市中央区・西区／事業者：大阪長堀開発(株)／設計者：大阪長堀開発(株)）

#### 大阪府知事特別賞
- りんくうゲートタワービル（北棟）

　（用途：ホテル等／所在地：泉佐野市／事業者：りんくうゲートタワービル(株)／設計者：(株)日建設計、(株)安井建築設計事務所）
- 南海電鉄岸和田駅

　（用途：駅舎／所在地：岸和田市／事業者：南海電気鉄道(株)／設計者：南海電気鉄道(株)）

#### 大阪市長特別賞
- 四恩学園総合福祉センター

　（用途：福祉施設／所在地：大阪市住吉区／事業者：(福祉)四恩学園／設計者：(有)菅家建築設計室）
- 梅田阪神第1ビルディング（ハービスOSAKA）

　（用途：複合ビル／所在地：大阪市北区／事業者：阪神電気鉄道(株)／設計者：(株)竹中工務店）

#### 奨励賞
- 清香学園幼稚園

　（用途：学校／所在地：枚方市／事業者：(学)清香学園／設計者：やまぐち設計工務(株)）
- メゾン・ド・プラス豊中

　（用途：共同住宅／所在地：豊中市／事業者：藤井恭、谷本明治／設計者：(株)共同建築設計事務所）
- 天王寺ミオ

　（用途：店舗／所在地：大阪市天王寺区／事業者：天王寺ターミナルビル(株)／設計者：(株)安井建築設計事務所）

#### 特別薦賞
- 苅田土地改良記念会館

　（用途：会館／所在地：大阪市住吉区／事業者：(財)苅田土地改良記念コミュニティ振興財団／設計者：北田建築設計(株)）

### 第5回受賞作品

#### 大阪府知事賞
- アル・プラザ香里園

　（用途：物販店／所在地：寝屋川市／事業者：オンキヨー(株)、(株)平和堂／設計者：清水建設(株)）

#### 大阪市長賞
- 京阪電鉄千林駅

　（用途：駅舎・商店街／所在地：大阪市旭区／事業者：京阪電気鉄道(株)、千林商店街振興組合／設計者：京阪電気鉄道(株)）

#### 大阪府知事特別賞
- 近鉄瓢簞山駅

　（用途：駅舎／所在地：東大阪市／事業者：近畿日本鉄道(株)／設計者：全日本コンサルタント(株)、鹿島建設(株)関西支店）

#### 大阪市長特別賞
- 天保山大観覧車

　（用途：観覧車／所在地：大阪市港区／事業者：大阪ウォーターフロント開発(株)／設計者：泉陽機工(株)）

#### 奨励賞
- 豊中豊南町南郵便局

　（用途：特定郵便局／所在地：豊中市／事業者：北條英彦／設計者：(株)ニッテイ建築設計）
- 歓の里

　（用途：福祉施設／所在地：和泉市／事業者：(社福)大阪身体障害者団体連合会／設計者：(株)聖建築事務所）
- 扇町キッズパーク

　（用途：展示場・事務所／所在地：大阪市北区／事業者：大阪市北区扇町開発土地信託共同受託者、住友信託銀行(株)、(株)大和銀行／設計者：(株)安井建築設計事務所）
- 大阪市信用金庫住吉支店

　（用途：金融機関／所在地：大阪市住吉区／事業者：大阪市信用金庫／設計者：滝見田中設計事務所）

### 第6回受賞作品

#### 大阪府知事賞
- 京阪電鉄門真市駅及び大阪モノレール門真市駅

　（用途：駅舎／所在地：門真市／事業者：京阪電気鉄道(株)、大阪高速鉄道(株)／設計者：京阪電気鉄道(株)、大阪高速鉄道(株)）

#### 大阪市長賞
- 近鉄日本橋駅

　（用途：駅舎／所在地：大阪市中央区／事業者：近畿日本鉄道(株)／設計者：全日本コンサルタント(株)）

#### 大阪府知事特別賞
- 医療法人清仁会 丸茂病院

　（用途：病院／所在地：三島郡島本町／事業者：医療法人清仁会／設計者：(株)ジャス）

#### 大阪市長特別賞
- アポロシネマ8

　（用途：映画館／所在地：大阪市阿倍野区／事業者：(株)きんえい／設計者：大日本土木(株)、(株)昭和設計）

#### 奨励賞
- 愛真幼稚園

　（用途：学校（幼稚園）／所在地：大東市／事業者：学校法人大東学園／設計者：安藤建設(株)）
- 泉北高速鉄道和泉中央駅及びエコール・いずみ、アムゼモール

　（用途：駅舎・店舗／所在地：和泉市／事業者：大阪府都市開発(株)、関西新都市センター開発(株)／設計者：(株)安井建築設計事務所、(株)大建設計、(株)日建設計）
- ラグザ大阪

　（用途：ホテル・事務所・共同住宅・店舗／所在地：大阪市福島区／事業者：阪神電気鉄道(株)、(株)杉村倉庫／設計者：(株)竹中工務店）
- 学校法人大谷学園 大谷中学校・大谷高等学校 東館

　（用途：学校／所在地：大阪市阿倍野区／事業者：学校法人大谷学園／設計者：(株）小西設計）

### 第7回受賞作品

#### 大阪府知事賞
- 岸和田カンカンベイサイドモール

　（用途：物販店、飲食店、映画館、遊技場、駐車場／所在地：岸和田市／事業者：岸和田港湾都市(株)／設計者：(株)日建設計）

#### 大阪市長賞
- づぼらや新世界店別館

　（用途：飲食店／所在地：大阪市浪速区／事業者：(株)づぼらや／設計者：(株)電通、(有)エーアイ アーキテクト スタジオ）

#### 大阪府知事特別賞
- 近鉄安堂駅

　（用途：駅舎／所在地：柏原市／事業者：近畿日本鉄道(株)／設計者：全日本コンサルタント(株)）

#### 大阪市長特別賞
- 関西スーパー巽北店

　（用途：物販店／所在地：大阪市生野区／事業者：(株)関西スーパーマーケット／設計者：(株)ケーオーエー総合計画事務所）

#### 奨励賞
- ラウンドワン茨木店

　（用途：ボウリング場、遊技場、バッティングセンター、カラオケ、飲食店、駐車場／所在地：茨木市／事業者：(株)ラウンドワン／設計者：(株)アクシス一級建築士事務所）
- オークワ和泉中央店

　（用途：物販店／所在地：和泉市／事業者：(株)オークワ／設計者：(株)アール・アイ・エー）
- 大阪エムビーエス劇場

　（用途：劇場／所在地：大阪市中央区／事業者：(株)毎日放送／設計者：(株)竹中工務店）
- ホームセンターコーナン御幣島店

　（用途：物販店／所在地：大阪市西淀川区／事業者：コーナン商事(株)／設計者：(有)南海総合設計）

### 第8回受賞作品

#### 大阪府知事賞
- ショッパーズモール泉佐野店

　（用途：物販店／所在地：泉佐野市／事業者：(株)ダイエー／設計者：ヘルムース･オバタ・カッサバウム・インク、清水建設(株)一級建築士事務所）

#### 大阪市長賞
- 住友病院

　（用途：病院／所在地：大阪市北区／事業者：(財)住友病院／設計者：(株)日建設計、(株)竹中工務店）

#### 大阪府知事特別賞
- アサヒビール株式会社 吹田工場ゲストハウス

　（用途：工場見学者用施設／所在地：吹田市／事業者：アサヒビール(株)／設計者：(株)伊藤建築設計事務所）

#### 大阪市長特別賞
- Hoop

　（用途：物販店、飲食店／所在地：大阪市阿倍野区／事業者：近畿日本鉄道(株)、(株)近鉄百貨店／設計者：(株)竹中工務店）

#### 奨励賞
- 焼肉・横綱

　（用途：飲食店／所在地：河内長野市／事業者：岩谷勝／設計者：(株)岡田工務店）
- シネ・ヌーヴォ

　（用途：映画館／所在地：大阪市西区／事業者：景山理、浅野潜／設計者：稲村純、松本雄吉）
- ヘルシーデポ薬局 阿倍野店

　（用途：調剤薬局／所在地：大阪市阿倍野区／事業者：(株)ヘルシーサポート／設計者：高園産業(株)）

### 第9回受賞作品

#### 大阪府知事賞
- 料亭こもだ

　（用途：飲食店／所在地：藤井寺市／事業者：(有)料亭こもだ／設計者：安川設計室、真柄建設(株)）

#### 大阪市長賞
- 難波センタービル

　（用途：物販店／所在地：大阪市中央区／事業者：関電産業(株)／設計者：(株)竹中工務店）

#### 大阪府知事特別賞
- イトーヨーカドー東大阪店

　（用途：物販店／所在地：東大阪市／事業者：平和不動産(株)、(株)イトーヨーカ堂／設計者：(株)大林組）

#### 大阪市長特別賞
- ルーテル教会大阪会館及びホテル・ザ・ルーテル

　（用途：ホテル、教会／所在地：大阪市中央区／事業者：(宗)日本福音ルーテル教会／設計者：前田建設工業(株)）

#### 奨励賞
- マイカル茨木（現：イオン茨木ショッピングセンター）

　（用途：物販店／所在地：茨木市／事業者：日本たばこ産業(株)／設計者：(株)竹中工務店）
- 介護専用型有料老人ホーム サンセール香里園

　（用途：老人ホーム／所在地：寝屋川市／事業者：松下介護サービス(株)／設計者：(株)昭和設計）
- イーマ

　（用途：物販店、飲食店、映画館／所在地：大阪市北区／事業者：(株)ザイマックス／設計者：(株)奥村組）

### 第10回受賞作品

#### 大阪府知事賞
- よりあい金剛

　（用途：通所介護施設／所在地：富田林市／事業者：生活協同組合エスコープ大阪／設計者：(株)山野建築設計事務所）

#### 大阪市長賞
- 廻るすし 童

　（用途：飲食店／所在地：大阪市東淀川区／事業者：竹野時夫／設計者：総合建設業 昌建、ヤマト建設）

#### 大阪府知事特別賞
- 寝屋川市駅＆フレスト寝屋川店

　（用途：駅舎、物販店／所在地：寝屋川市／事業者：京阪電気鉄道(株)／設計者：京阪電気鉄道(株)）

#### 大阪市長特別賞
- バーミヤン湯里店

　（用途：飲食店／所在地：大阪市東住吉区／事業者：(株)すかいらーくバーミヤンカンパニー／設計者：(株)テスコ）

#### 奨励賞
- すすめ！ヴァイキング守口店

　（用途：飲食店／所在地：守口市／事業者：おいしい約束(株)／設計者：末宗俊郎住宅設計室）
- 岸和田徳洲会病院

　（用途：病院／所在地：岸和田市／事業者：特定医療法人 徳洲会／設計者：(株)新都計画、鹿島建設(株)関西支店）
- JRユニバーサルシティ駅

　（用途：駅舎／所在地：大阪市此花区／事業者：西日本旅客鉄道(株)大阪支社／設計者：ジェイアール西日本コンサルタンツ(株)）
- ホテル京阪ユニバーサルシティ

　（用途：ホテル／所在地：大阪市此花区／事業者：(株)エムアンドエス／設計者：(株)日建設計、前田建設工業(株)）
- ホテル近鉄ユニバーサルシティ

　（用途：ホテル／所在地：大阪市此花区／事業者：(株)近鉄ホテルシステムズ、近畿日本鉄道(株)／設計者：竹中工務店(株)）
- ホテル日航ベイサイド大阪

　（用途：ホテル／所在地：大阪市此花区／事業者：綜合商事(株)／設計者：(株)村井敬合同設計）

### 第11回受賞作品

#### 大阪府知事賞
- 千里ガーデンハイツ

　（用途：共同住宅／所在地：吹田市／事業者：千里ガーデンハイツ管理組合法人／設計者：(株)ビルテクノス関西）

#### 大阪市長賞
- Boulder

　（用途：飲食店／所在地：大阪市西区／事業者：物部博之／設計者：グッドマンカンパニー、ワンズナチュラルギフト）

#### 大阪府知事特別賞
- ベルデ石きり

　（用途：共同住宅／所在地：東大阪市／事業者：寺田秀興／設計者：(株)徳岡昌克建築設計事務所）

#### 大阪市長特別賞
- スーパー銭湯 平野やまとの湯

　（用途：公衆浴場／所在地：大阪市平野区／事業者：(株)やまとの湯／設計者：大和システム(株)）

#### 奨励賞
- トヨタカローラ大阪 枚方招提店

　（用途：自動車ショールーム・整備工場／所在地：枚方市／事業者：トヨタカローラ大阪(株)／設計者：(株)シミズ・ビルライフケア関西）
- ジオメゾン新千里東町

　（用途：共同住宅／所在地：豊中市／事業者：阪急電鉄(株)、住友商事(株)／設計者：(株)竹中工務店）
- 昭和シェル石油(株) 大池橋SS

　（用途：ガソリンスタンド／所在地：大阪市生野区／事業者：昭和シェル石油(株)／設計者：(株)東建築設計事務所）
- 医療法人讃和会 友愛会病院

　（用途：病院／所在地：大阪市住之江区／事業者：医療法人讃和会／設計者：(株)安井建築設計事務所、(株)奥村組一級建築士事務所）

### 第12回受賞作品

#### 大阪府知事賞
- 身体・知的障害者通所授産施設 里の風

　（用途：通所授産施設／所在地：八尾市／事業者：(社福)ポポロの会／設計者：二井清治建築研究所）

#### 大阪市長賞
- 梅田阪神第2ビルディング（ハービスENT）

　（用途：事務所・店舗・劇場／所在地：大阪市北区／事業者：阪神電気鉄道(株)、望月建設(株)／設計者：(株)竹中工務店）

#### 大阪府知事特別賞
- サントリー山崎蒸溜所

　（用途：工場／所在地：三島郡島本町／事業者：サントリー(株)山崎蒸溜所／設計者：(株)安井建築設計事務所）

#### 大阪市長特別賞
- サミー戎プラザ

　（用途：飲食店・遊技場／所在地：大阪市中央区／事業者：(株)セガ／設計者：鹿島建設(株)関西支店一級建築士事務所）

#### 奨励賞
- イオンりんくう泉南ショッピングセンター

　（用途：大型商業施設／所在地：泉南市／事業者：イオンモール(株)／設計者：(株)大本組一級建築士事務所）
- 山尾内科クリニック

　（用途：診療所／所在地：堺市／事業者：山尾卓司／設計者：二井清治建築研究所）
- 大阪証券取引所ビル

　（用途：事務所・商業施設／所在地：大阪市中央区／事業者：平和不動産(株)／設計者：大証ビル三菱地所設計、日建設計 設計監理共同体）

### 第13回受賞作品

#### 大阪府知事賞
- 関西医科大学附属枚方病院

　（用途：病院／所在地：枚方市／事業者：(学)関西医科大学／設計者：(株)竹中工務店）

#### 大阪市長賞
- そごう心斎橋本店

　（用途：物販店／所在地：大阪市中央区／事業者：(株)そごう／設計者：(株)竹中工務店）

#### 大阪府知事特別賞
- 阪急京都線上牧駅

　（用途：駅舎／所在地：高槻市／事業者：阪急電鉄(株)、交通エコロジー・モビリティ財団／設計者：阪急電鉄(株)）

#### 大阪市長特別賞
- ニッセイ新大阪ビル

　（用途：事務所／所在地：大阪市淀川区／事業者：日本生命保険相互会社／設計者：(株)日建設計）

#### 奨励賞
- 野村證券豊中支店

　（用途：事務所／所在地：豊中市／事業者：野村證券(株)豊中支店）
- 上野デイハウスしもつき

　（用途：高齢者デイサービスセンター／所在地：豊中市／事業者：NPOよつ葉福祉友の会／設計者：一級建築士事務所稲冨アトリエ）
- アルカンシエルベリテ大阪

　（用途：結婚式場／所在地：大阪市此花区／事業者：(株)フレンド21／設計者：清水建設(株)関西事業本部一級建築士事務所）
- 辻学園西天満校舎

　（用途：専修学校／所在地：大阪市北区／事業者：(株)辻学園／設計者：(株)大林組本店一級建築士事務所）

### 第14回受賞作品

#### 大阪府知事賞
- 泉北若松台AB住宅団地

　（用途：共同住宅／所在地：堺市南区／事業者：泉北若松台AB住宅団地管理組合／(株)大阪住宅公社サービス、泉北若松台AB住宅団地管理組合住環境審議委員会）

#### 大阪市長賞
- イオンモール鶴見リーファ

　（用途：物販店／所在地：大阪市鶴見区／事業者：イオンモール(株)／設計者：田中直人（摂南大学教授）、清水建設(株)、(株)NATS環境デザインネットワーク、(株)ディ・ブレイン研究所）

#### 大阪府知事特別賞
- 公益社 千里会館

　（用途：葬儀場／所在地：吹田市／事業者：燦ホールディングス(株)／設計者：(株)遠藤剛生建築設計事務所）

#### 大阪市長特別賞
- 森之宮病院

　（用途：病院／所在地：大阪市城東区／事業者：特定医療法人大道会／設計者：(株)伊藤喜三郎建築研究所）

#### 奨励賞
- かに道楽 松原店

　（用途：飲食店／所在地：松原市／事業者：(株)かに道楽／設計者：加奥建築設計事務所）
- 杉原耳鼻咽喉科

　（用途：診療所／所在地：岸和田市／事業者：杉原耳鼻咽喉科／設計者：(有)津ヶ谷守克設計事務所）
- 天満天神繁昌亭

　（用途：劇場／所在地：大阪市北区／事業者：社団法人 上方落語協会／(株)狩野忠正建築研究所）
- 東宝南街ビル

　（用途：物販店／所在地：大阪市中央区／事業者：東宝(株)／設計者：(株)竹中工務店）

### 第15回受賞作品

#### 大阪府知事賞
- 阪急山田駅及びデュー阪急山田

　（用途：駅舎、物販店／所在地：吹田市／事業者：阪急電鉄(株)／設計者：(株)アーバン・エース）

#### 大阪市長賞
- 梅新第一生命ビルディング

　（用途：事務所／所在地：大阪市北区／事業者：第一生命保険相互会社／設計者：(株)竹中工務店）

#### 大阪府建築士会長賞
- 地域生活支援センター光

　（用途：障害者支援施設／所在地：高槻市／事業者：(社福)聖ヨハネ学園／設計者：(株)NTTファシリティーズ関西事業本部）

#### 奨励賞
- 児童養護施設あおぞら

　（用途：児童養護施設／所在地：岸和田市／事業者：(社福)阪南福祉事業会／設計者：(株)二井清治建築研究所）
- 北摂池田メモリアルパーク

　（用途：霊園／所在地：池田市／事業者：(宗)天山寺／設計者：(株)竹中土木大阪本店、(株)喜多隼紀建築事務所）
- 淀屋橋odona

　（用途：飲食店、物販店、事務所／所在地：大阪市中央区／事業者：三井住友海上火災保険(株)、三井不動産(株)／設計者：(株)日建設計）
- ブリーゼタワー

　（用途：飲食店、物販店、事務所、劇場／所在地：大阪市北区／事業者：(株)サンケイビル、(株)島津商会／設計者：(株)三菱地所設計）

## 審査委員
| 足立啓     | 和歌山大学システム工学部教授           |
| 岩田三千子 | 摂南大学理工学部教授                   |
| 小山琴子   | おんなの目で大阪の街を創る会代表       |
| 城本徹夫   | 財団法人大阪府視覚障害者福祉協会副会長 |
| 辻一       | 社団法人大阪脊髄損傷者協会会長         |
| 馬場昌子   | 関西大学環境都市工学部建築学科専任講師 |
| 前田邦江   | 住まいの実技講座主宰                   |
| 牧口一二   | 障害者文化情報研究所所長               |